# MikroTik

Altes Logo

MikroTik ist ein lettisches Unternehmen, das Netzwerkhardware und das proprietäre Betriebssystem RouterOS herstellt. Die Produktpalette reicht von Geräten für den Heimgebrauch über SoHo-Router bis hin zu Geräten für große Unternehmen wie Access-Points, Core-Routern, Switches und Richtfunk-Lösungen. 2023 hatte das Unternehmen mehr als 280 Angestellte.
Die Montagewerke heißen HansaMatrix und befinden sich in Ogre und Ventspils.
MikroTik wurde 1996 von dem Amerikaner John Tully und dem Letten Arnis Riekstiņš gegründet.

## RouterOS
Das Kernprodukt des Unternehmens ist RouterOS, ein Betriebssystem auf Basis des Linux-Kernels. Standardmäßig ist es auf der Hardware von MikroTik vorinstalliert. Es besteht aber auch die Möglichkeit RouterOS auf gewöhnlichen Computern (x86-Plattform) zu installieren und diese so als Router zu verwenden.
RouterOS wird in verschiedenen Lizenzleveln angeboten. Diese reichen aktuell von Level 0 („Demo“) bis Level 6 („Controller“). Die Level unterscheiden sich sowohl durch Preis als auch das jeweilige Feature-Set. Beispielsweise können RouterOS-Geräte mit Lizenz-Level 3 als Wi-Fi-CPE dienen, nicht jedoch als Access-Point, der mindestens Lizenz-Level 4 erfordert.

### Funktionen
RouterOS unterstützt alle gängigen, auch von anderen großen Netzwerkausrüstern bekannten, Funktionen:
- Routing
  - OSPF
  - BGP
  - MPLS
  - OpenFlow
- QoS
- Queues zur Bandbreitenbegrenzung
- VPN
  - IPSec
  - OpenVPN
  - L2TP
  - PPTP
  - SSTP
  - WireGuard (ab Version RouterOS 7)
- Firewall
- DNS-Cache/Resolver
- DHCP-Server und Client
- HTTP-Proxy

## RouterBOARD

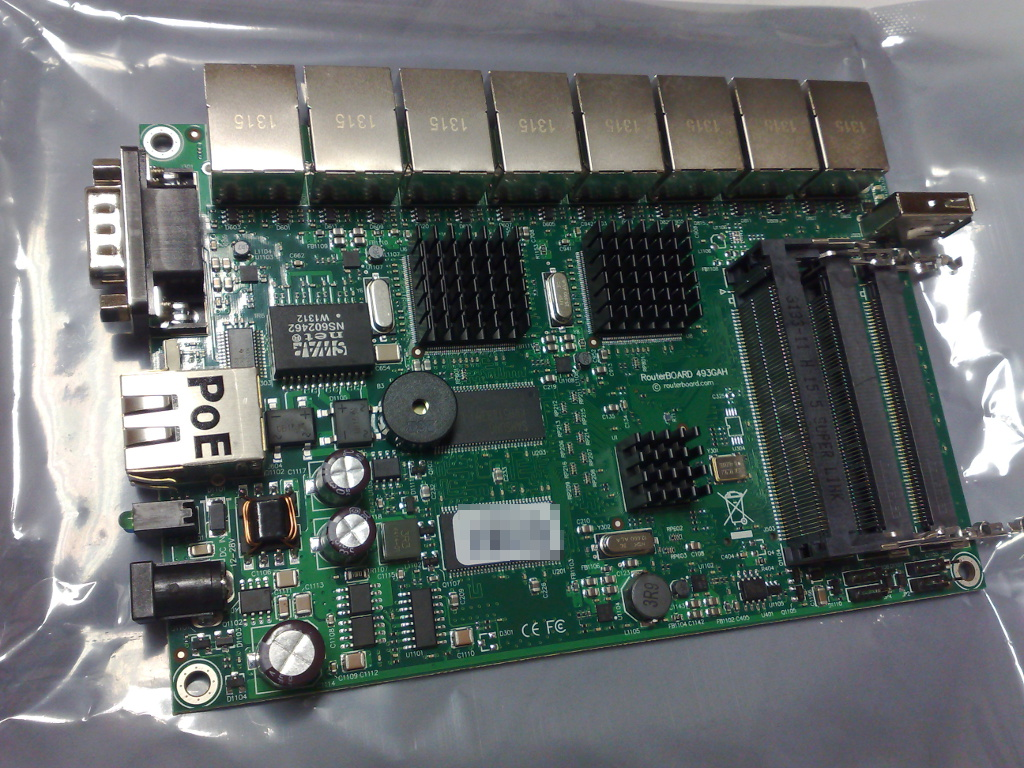
RouterBOARD RB493G

Neben RouterOS und klassischer Netzwerkhardware wie Router, Switches und Accesspoints, stellt MikroTik auch Hardware her, die ohne Gehäuse und unter dem Namen RouterBOARD, zum Einbau in eigene Installationen, vertrieben wird.

## Sicherheitslücken
Im Dezember 2018 wurde bekannt, dass in den 2017 auf WikiLeaks als Vault 7 veröffentlichten Dokumenten der CIA auch Schwachstellen für MikroTik enthalten waren und diese von Unbekannten zum Krypto-Mining ausgenutzt wurden. MikroTik hatte im August 2018 Version 6.42.7 von RouterOS veröffentlicht, in der die Sicherheitslücken geschlossen wurden, allerdings musste das Update vom Benutzer manuell angestoßen werden.

## Betrieb mit freier Firmware
Die Open-Source-Firmware OpenWRT unterstützt eine breite Vielfalt von MikroTik-Geräten, darunter RouterBOARDs, Access-Points und Richtfunkantennen.